# مولاينس دي ري
بلدية مولينس دي راي (بالكاتالانية: Molins de Rei) هي إحدى بلديات مقاطعة برشلونة، والتي تقع في منطقة كاتالونيا، شرق إسبانيا.
يبلغ عدد سكانها 23.544 نسمة وفقاً لإحصائية سنة (2007).

## أعلام
- مارك مارتي